# Richard LeParmentier
Richard LeParmentier (ur. 16 lipca 1946 w Pittsburghu, zm. 15 kwietnia 2013 w Austin) – amerykański aktor filmowy i telewizyjny.

## Filmografia

### Film
- 1974: Gwiezdny pył jako Felix Hoffman
- 1977: Ludzie, o których zapomniał czas jako Porucznik Whitby
- 1977: Gwiezdne wojny: część IV – Nowa nadzieja jako Conan Antonio Motti
- 1988: Kto wrobił królika Rogera? jako Porucznik Santino
- 1992: Akcja w Berlinie jako Pułkownik Gumheim

### Seriale
- 1975: Kosmos 1999 jako Sam Malcolm
- 1978: Powrót Świętego jako Demmell
- 1987: London Embassy jako Al Sanger
- 1989: Capital City jako Lee Wolf